# Kościół Imienia Najświętszej Maryi Panny w Kowarach
Kościół Imienia Najświętszej Maryi Panny – rzymskokatolicki kościół parafialny należący do dekanatu Mysłakowice diecezji legnickiej. Znajduje się w Kowarach na południowym krańcu Kotliny Jeleniogórskiej. Stoi w centrum miasta, na lewym brzegu Jedlicy.

## Historia
Jest to świątynia wzniesiona pierwotnie w stylu gotyckim. Budowla była wzmiankowana ok. 1300 i w 1401 roku. Obecna została wybudowana w 2. połowie XV wieku, gruntownie została odbudowana po pożarze w 1670 roku w stylu barokowym, remontowano ją w XVIII, XIX wieku i 1960-1962. 
Najstarszymi częściami są nawa główna i wieża, pochodzą z poł. XIV w., w kaplicy oryginalna polichromia z XV w. Od 1549 świątynia znajdowała się w posiadaniu protestantów, którzy rozbudowali budowlę dodając nawy boczne z emporami. W 1633 świątynię uszkodził pożar, w 1654 wróciła w ręce katolików.

## Architektura

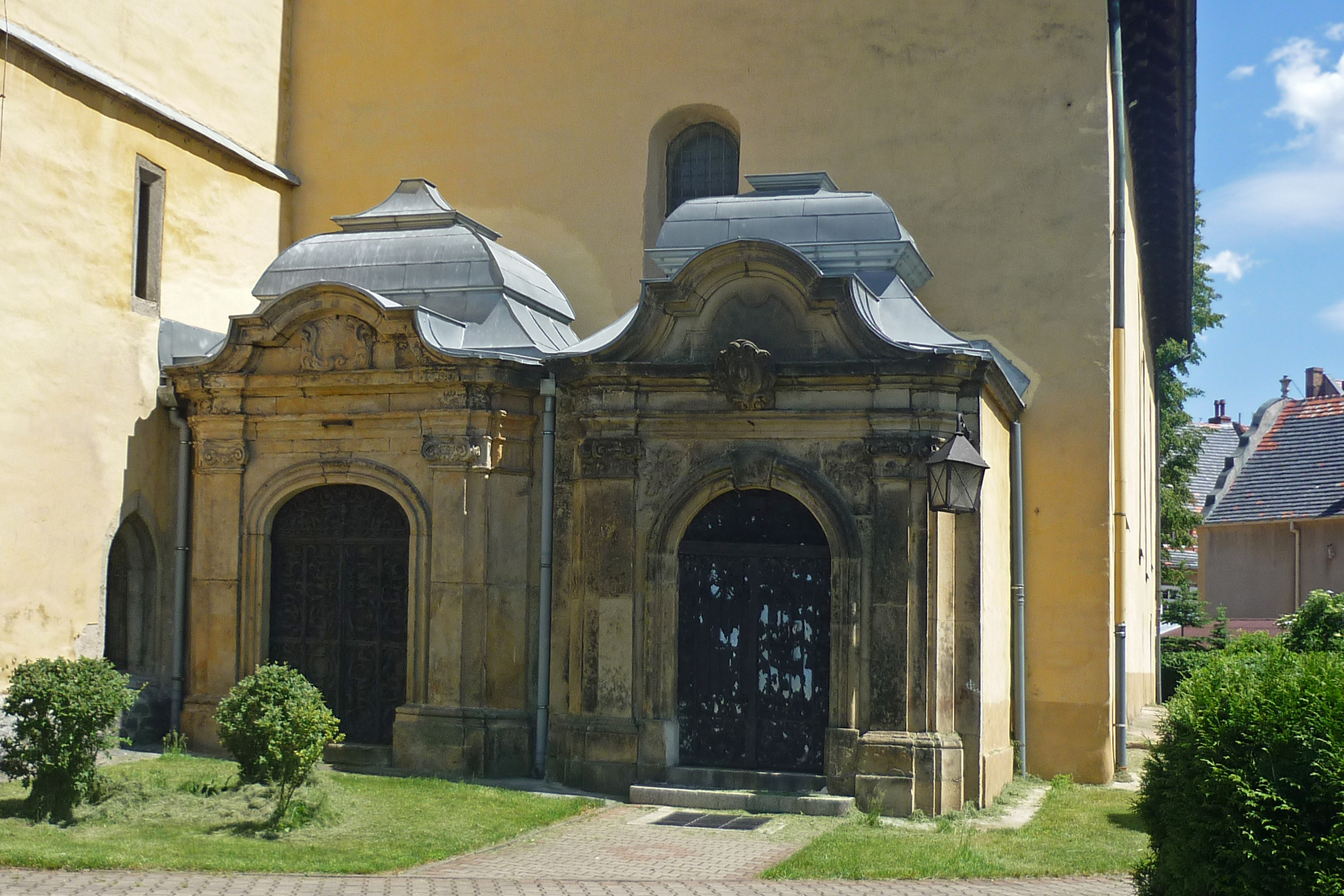
Barokowe kaplice grobowe

Kościół jest orientowany, murowany, trójnawowy, halowy. Posiada wieżę od strony zachodniej i trójbocznie zakończone prezbiterium. Wyposażenie wnętrza reprezentuje głównie styl barokowy; należą do niego m.in. ołtarz główny z rzeźbami autorstwa Antona Dorasila, ołtarz boczny Matki Bożej Łaskawej z 1749 i freski znajdujące się na sklepienie nad nawą (J.G. Lorenz). Na sklepieniu w wieży są namalowane freski z epoki średniowiecza, powstałe w 2. połowie XV wieku, przedstawiające scenę Adoracji Matki Boskiej (odrestaurowane w 1966 roku).
Dawny renesansowy ołtarz główny został w 1749 umieszczony koło zakrystii. W zachodniej ścianie wieży gotycka rzeźba Madonny na potworze, w murze kościelnym znajdują się renesansowe i barokowe epitafia. Do kościoła przylegają barokowe kaplice grobowe z XVIII w. z kutymi kratami żelaznymi.